# لا بالما

علم

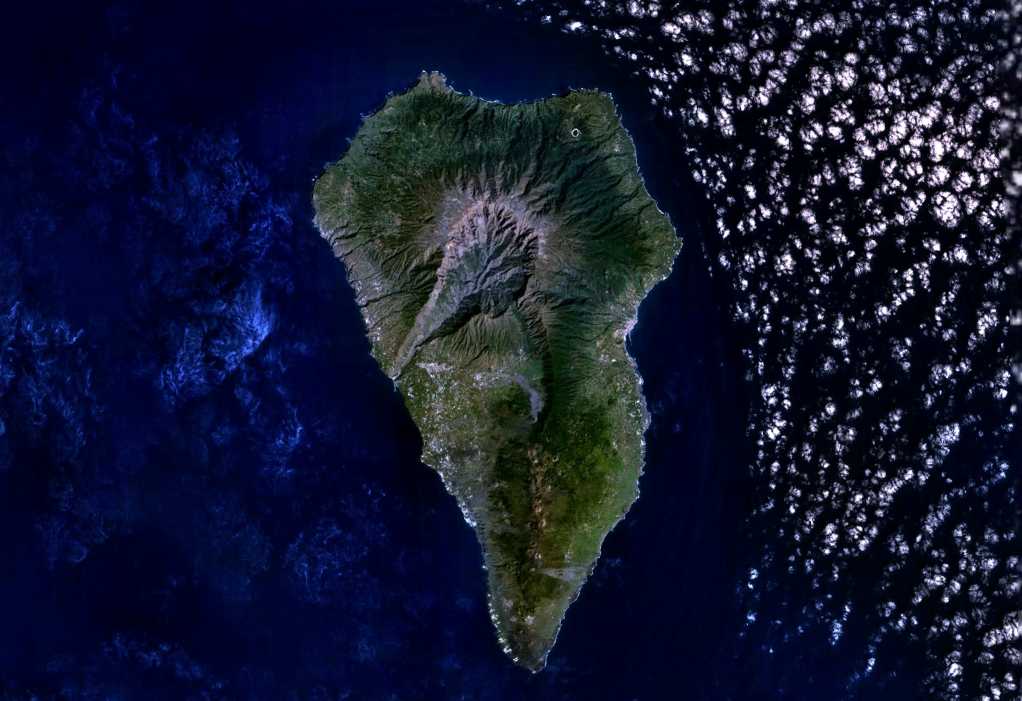
لابالما من الفضاء

لابالما (بالإسبانية: La Palma)‏ هي جزيرة إسبانية في المحيط الأطلسي، وهي إحدى جزر الكناري أو جزر الخالدات (إسبانيا).
مدينتها الأساسية هي سانتا كروث دي لا بالما.
منذ عام 2002 اعترفت اليونسكو بالجزيرة بأكملها كمحمية المحيط الحيوي . ففي وسط الجزيرة يوجد المنتزه الوطني كالديرا دي تابورينت، وهو واحد من أربع حدائق وطنية تقع في جزر الكناري من أصل خمسة عشر في كل البلاد. بلغ عدد سكان لا بالما 82346 نسمة في عام 2015، مما يجعلها خامس أكبر جزيرة مأهولة بالسكان في جزر الكناري. كما أن لا بالما هي الخامسة في الحجم، وتبلغ مساحتها 708.32 كيلومتر مربع، وبعد تينيريف. وهي ثاني أعلى جزيرة بارتفاع 2426 متراً في روك دي لوس موشاشوس.

## المساحة والسكان
تعتبر هذه الجزيرة الجزيرة الخامسة من حيث الكثافة السكانية، عدد السكان هو 82346 حسب إحصاء 2015.
مساحتها تبلغ 708,32 كيلو متر مربع وفيها القمة الثانية في جزر الكناري من حيت الارتفاع، أعلى قمة فيها تبلغ 2426 متر.

## تاريخ

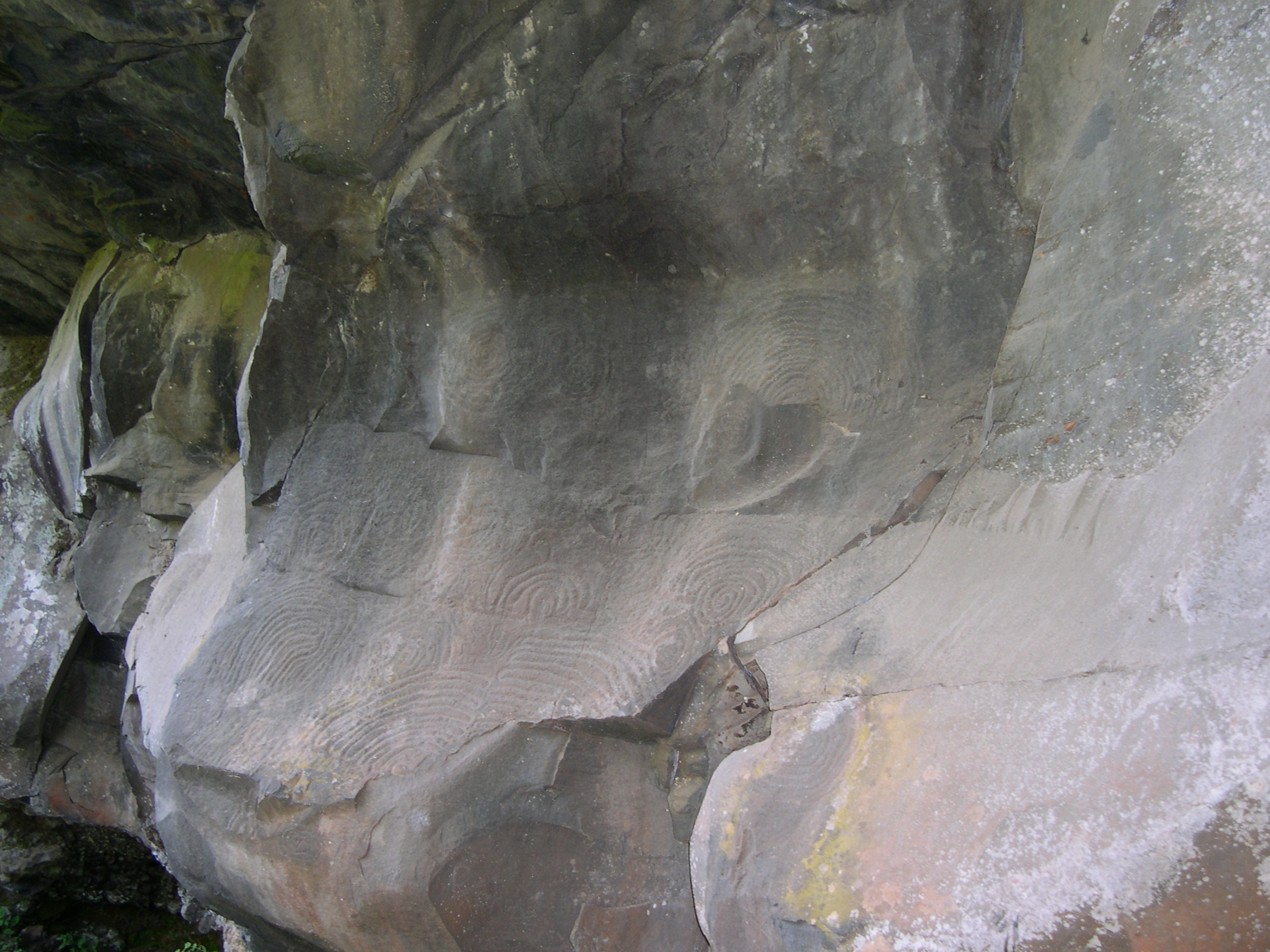
نقوش على الصخر من أول شعب معروف سكن جزرالكناري وهو غوانش

عندما وصل الاستعمار الأوروبي، كانت جزر الكناري مسكونة من قبل الكناريين الأصليين، ويشار إليهم جماعيا باسم غوانتشس. أصل هؤلاء السكان غير واضح ولكن يعتقد أنهم يشتركون في أصول مشتركة مع البربر في شمال أفريقيا. كان لغوانتشس ثقافة العصر الحجري الحديث وكانوا مقسمون إلى عدة عشائر يقودها رؤساء. وكان اسمهم لا بالما بيناهوار. والبقايا الرئيسية لهذه الثقافة هي مساكن في الكهوف، وبعض النقوش الغامضة والمسارات الحجرية المعبدة عبر الجبال. بعد الاحتلال الإسباني للا بالما، اختفى السكان الأصليين إما بالقتل، أو بيعوا في العبودية أو عن طريق الاندماج بالسكان الإسبان.
ويعتقد أن جزر الكناري كانت معروفة للفينيقيين واليونانيين، ولكن أقرب دليل مكتوب هو من قبل الكاتب الروماني بليني الأكبر، الذي نقل عن جوبا الثاني من نوميديا، ولكن كتابات جوبا في وقت لاحق فقدت. وصل الملاح الجَنَوي لانسلوتو مالوسيلو إلى الأرخبيل في عام 1312 وظل لمدة عقدين حتى طُرد من قبل انتفاضة محلية. في عام 1404 بدأ الإسبان بغزو الجزر. على الرغم من أن الهبوط الأول على لا بالما كان في عام 1405، استغرق الأمر حتى عام 1493 ومع العديد من المعارك الدموية حتى تم كسر المقاومة الأخيرة من ساكنيه الأصليين. وكان فاتح لا بالما ألونسو فرنانديز دي لوغو، الذي هزم تانوسو، آخر ملك في الجزيرة. وحكم المنطقة المعروفة باسم أسيرو (كالديرا دي تابورينت). كان تانوسو قد نصب كمين بعد الموافقة على هدنة رتبها فرنانديز دي لوغو وخوان دي بالما، وهو غوانش الذي اعتنق المسيحية وكان من أقارب تانوسو.
على مدى القرنين التاليين، أصبحت المستوطنات في لا بالما غنية حيث كانت الجزيرة بمثابة وظيفة تجارية في الطريق إلى العالم الجديد. تلقت لا بالما المهاجرين من قشتالة، مايوركا، أندالوسيا، البرتغال وكاتالونيا.

## التضاريس

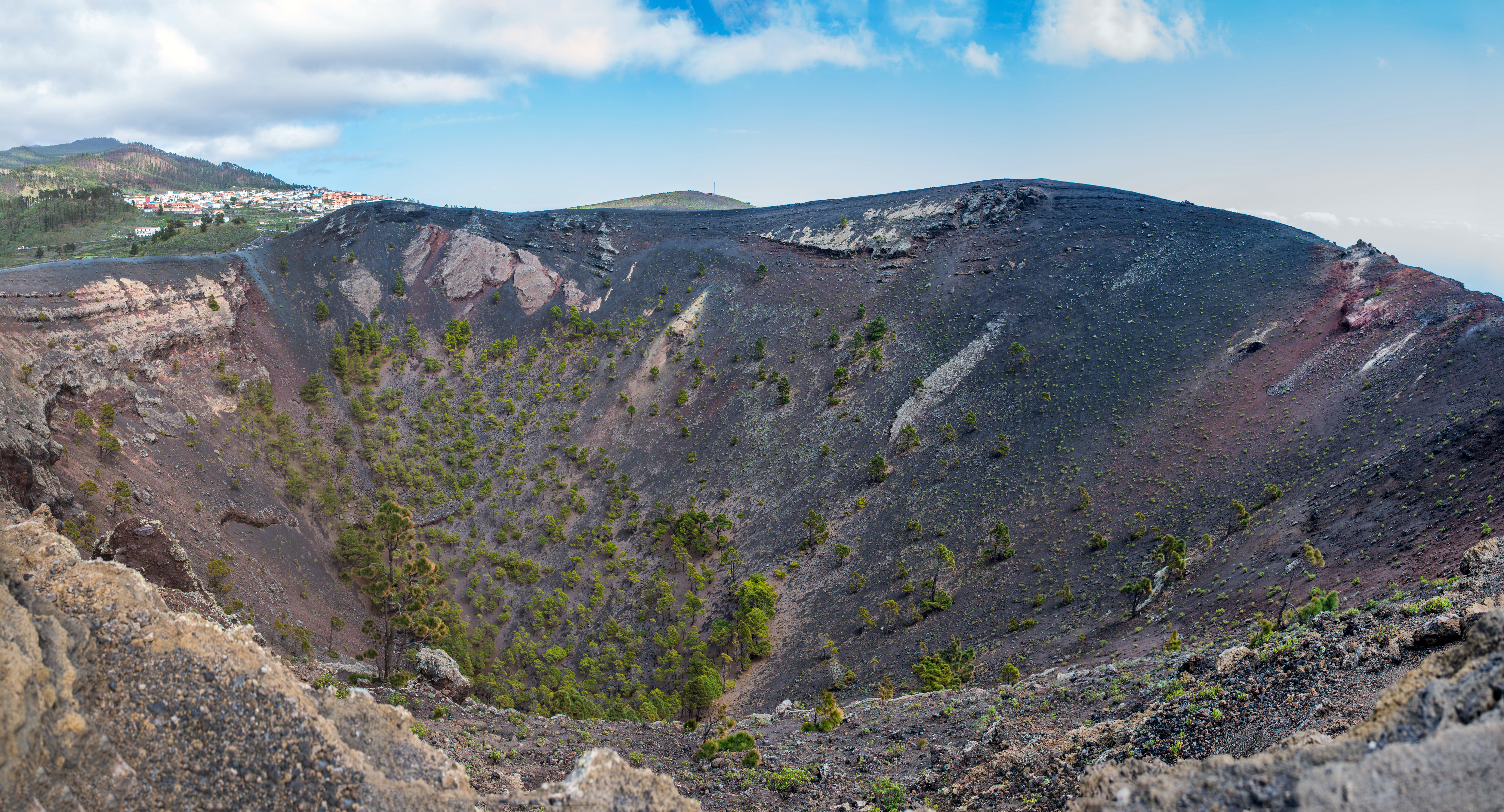
قمة بركان في لا بالما

هي ذات شكل ثلاثي مثلث، وهي أيضاً جزيرة جبلية وتتكون من ثلاثة براكين: إلى الشمال بركان كالديرا دي تابورينت الذي يشكل سيرك أو فتحة من تسعة كيلومترات من القطر مفتوحة نحو الجنوب الغربي، إلى الجنوب يوجد بركان كومبر فيجا، وكذلك كومبر نويفا.
وأعلى نقطة في الجزيرة هي روك دي لوس موخاتشوس، قمة تالبورينت كالديرا وارتفاعها 2426 متراً فوق مستوى سطح البحر. وقد سمحت تضاريسها الشديدة الانحدار وهطول الأمطار بتشكيل وكذلك الحفاظ على الغابة مما يجعل لا بالما، الجزيرة الأكثر غطاءً نباتياً حرجي في جزر الكناري. الجزيرة تتمتع بمناخ معتدل مع متوسط درجات حرارة من 18 درجة مئوية في فصل الشتاء إلى 25 درجة مئوية في الصيف. وتتركز الأمطار في الخريف والشتاء.

## السياحة والاقتصاد
إن الزراعة، وخصوصاً زراعة الموز، هي المورد الاقتصادي الرئيسي في لا بالما. وتغطي بساتين الموز مساحة 50 كيلومتراً مربعاً وتنتج حوالي: 000 150 طن من الموز سنوياً. المحاصيل الأخرى هي الطماطم والتبغ واللوز.
يوجد في لا بالما العديد من المراصد ومعدات المراقبة الفضائية الواقعة على سفح جبل روكي دي لوس موخاتشوس، على ارتفاع يتراوح بين 1000 و 000 2 متر فوق مستوى سطح البحر، وتجمع في مرصد روك دي لوس موخاتشوس. وبالتالي فإن التلوث الضوئي محدود من أجل حماية نوعية السماء وذلك من أجل حسن سير العمل في مختلف الأدوات. ونتيجة لذلك، تم تنظيم الإنارة العامة، أو قوة المصابيح أو توجهها منذ عام 1988. وبالتالي، فإن النشاط الصناعي والطيران محدود ويحظر الطيران فوق الجزيرة دون إذن. كما أن انبعاث الموجات الراديوية مقيد للغاية.

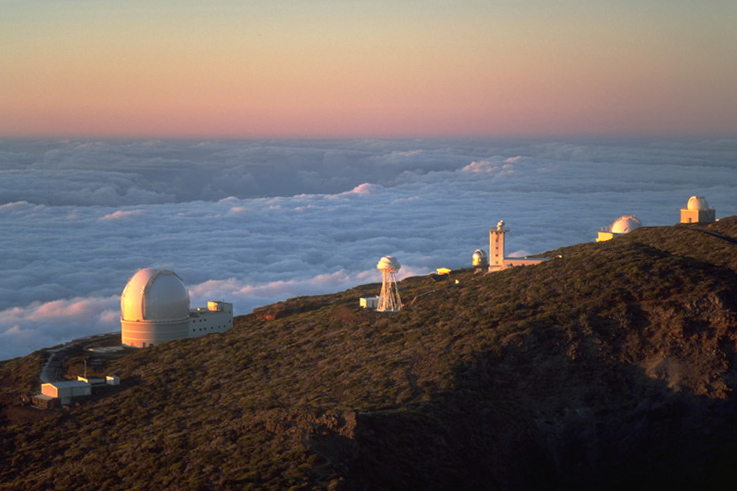
المراصد المنتشرة في أنحاء لا بالما وتبدو وكأنها فوق الغيوم، الصورة من شهر حزيران 2001